# Bhalswa Jahangir Pur
Bhalswa Jahangir Pur es una ciudad censal situada en el distrito de Delhi noroeste,  en el territorio de la capital nacional, Delhi (India). Su población es de 197148 habitantes (2011). 

## Demografía
Según el censo de 2011 la población de Bhalswa Jahangir Pur era de 197148 habitantes, de los cuales 106388 eran hombres y 90760 eran mujeres. Bhalswa Jahangir Pur tiene una tasa media de alfabetización del 77,66%, inferior a la media estatal del 86,21%: la alfabetización masculina es del 84,21%, y la alfabetización femenina del 69,93%.